# Jock Brews
Jock Brews (Engeland) was een golfer uit Zuid-Afrika die samen met zijn jonge broer Sid Brews het golf domineerde in Zuid-Afrika, van 1914 tot 1937.
In de jaren 1920 boekte Brews grote golfsuccessen door vier keer het Zuid-Afrikaans Open te winnen. Daarnaast won hij ook twee keer het Zuid-Afrikaans PGA Kampioenschap en enkele golftoernooien waaronder het Transvaal Open en het Natal Open.

## Prestaties
Tijdens zijn golfcarrière won Brews elf golftoernooien.
Toernooizeges
- 1913: Transvaal Open
- 1921: Zuid-Afrikaans Open, Transvaal Open
- 1923: Zuid-Afrikaans Open
- 1924: Zuid-Afrikaans PGA Kampioenschap
- 1925: Zuid-Afrikaans PGA Kampioenschap, Natal Open
- 1926: Zuid-Afrikaans Open
- 1928: Zuid-Afrikaans Open
- 1933: Transvaal Open
- 1939: Natal Open

Ereplaatsen
- Tweede plaats op het Zuid-Afrikaans Open in 1914, 1922, 1924, 1925, 1929 en 1930
- Tweede plaats op het Zuid-Afrikaans PGA Kampioenschap in 1931